# Радзивилл, Элиза
Элиза Фридерика Луиза Марта Радзивилл (нем. Elisa Friederike Luise Martha Radziwill; 28 октября 1803, Берлин — 27 сентября 1834, Бад-Фрайенвальде) — княжна Радзивилл, вошла в историю как первая любовь кайзера Германии Вильгельма I.

## Биография
Элиза была пятым ребёнком в семье князя Антония Радзивилла и его супруги, прусской принцессы Луизы Фридерики. Элиза получила хорошее образование, была одарена музыкально и художественно. Элиза и принц Вильгельм, который был старше её на пять лет, были знакомы с раннего детства, поскольку родители Элизы часто бывали во Дворце кронпринцев, резиденции прусской королевской четы Фридриха Вильгельма III и Луизы. 12-летняя Элиза и 18-летний Вильгельм танцевали на балу 1815 года, тогда между ними и вспыхнули чувства. 27 января 1821 года они вместе выступали на представлении дворцового театра, где Элиза, игравшая главную роль, вызвала всеобщее восхищение. Её описывали как самую красивую даму прусского двора, называли «ангелом» и «белой розой».
Драматическая история матримониальных планов Вильгельма и Элизы оставалась темой для разговоров при дворах Европы в 1820—1826 годах. Принц Вильгельм был вторым в очереди на прусский престол после своего брата Фридриха Вильгельма и при выборе супруги был связан обязательством жениться на равнородной. Родители Элизы и Фридрих Вильгельм III запаслись в связи с этим многочисленными документами, свидетельствовавшими о родстве Радзивиллов с несколькими правящими домами. Но по немецким (и только) правилам этого было недостаточно. Радзивиллы, ещё в XIV веке возведённые в сан имперских князей, в имперских сословиях никогда не состояли, то есть не были представлены в совете имперских князей и, таким образом, не входили в рейхстаг. Поэтому медиатизации они не подверглись и, соответственно, суверенами не признавались.
Король Фридрих Вильгельм III в 1824 году обратился к бездетному российскому императору Александру I с просьбой удочерить Элизу, но тот ответил отказом. Вторая попытка устроить удочерение Элизы её дядей, принцем Августом Прусским, также провалилась, поскольку ответственная комиссия постановила, что удочерение «крови не изменит». У этого брака были и другие противники, а именно мекленбургская родня почившей королевы Луизы Мекленбург-Стрелицкой, обладавшая большим влиянием на берлинский и петербургский дворы и недолюбливавшая отца Элизы. В конце концов 22 июня 1826 года король был вынужден потребовать от сына отказаться от женитьбы. Вильгельм повиновался. В последний раз он увиделся с Элизой в 1829 году. Элиза позднее помолвилась с князем Фридрихом Шварценбергским, но и эта договорённость была расторгнута.
В 1822—1830 годах Радзивиллы редко бывали в Берлине и жили преимущественно в Познани, Антонине и Крконоше. В 1831 году Элиза заболела туберкулёзом и умерла, находясь на лечении в Бад-Фрайенвальде в 1834 году. В 1838 году её останки были перенесены в Антонин в новый мавзолей Радзивиллов. Кайзер Вильгельм помнил Элизу до конца своих дней. На его письменном столе в Старом дворце на Унтер-ден-Линден всегда стоял миниатюрный портрет Элизы.
История любви Вильгельма и Элизы была экранизирована в 1938 году, роль Элизы Радзивилл в «Прусской любовной истории» исполнила Лида Баарова. После начала Второй мировой войны и нападения Германии на Польшу фильм был запрещён к показу, любовные отношения между прусским принцем и польской принцессой показались нацистской пропаганде не соответствующими политической обстановке. После войны фильм шёл в кинотеатрах Западной Германии под названием «Любовная история».